# Karl-Tobias Schwab

Bundeswappen Deutschlands ab 1950, vormals Staatswappen des Deutschen Reichs, entworfen 1926, eingeführt 1928

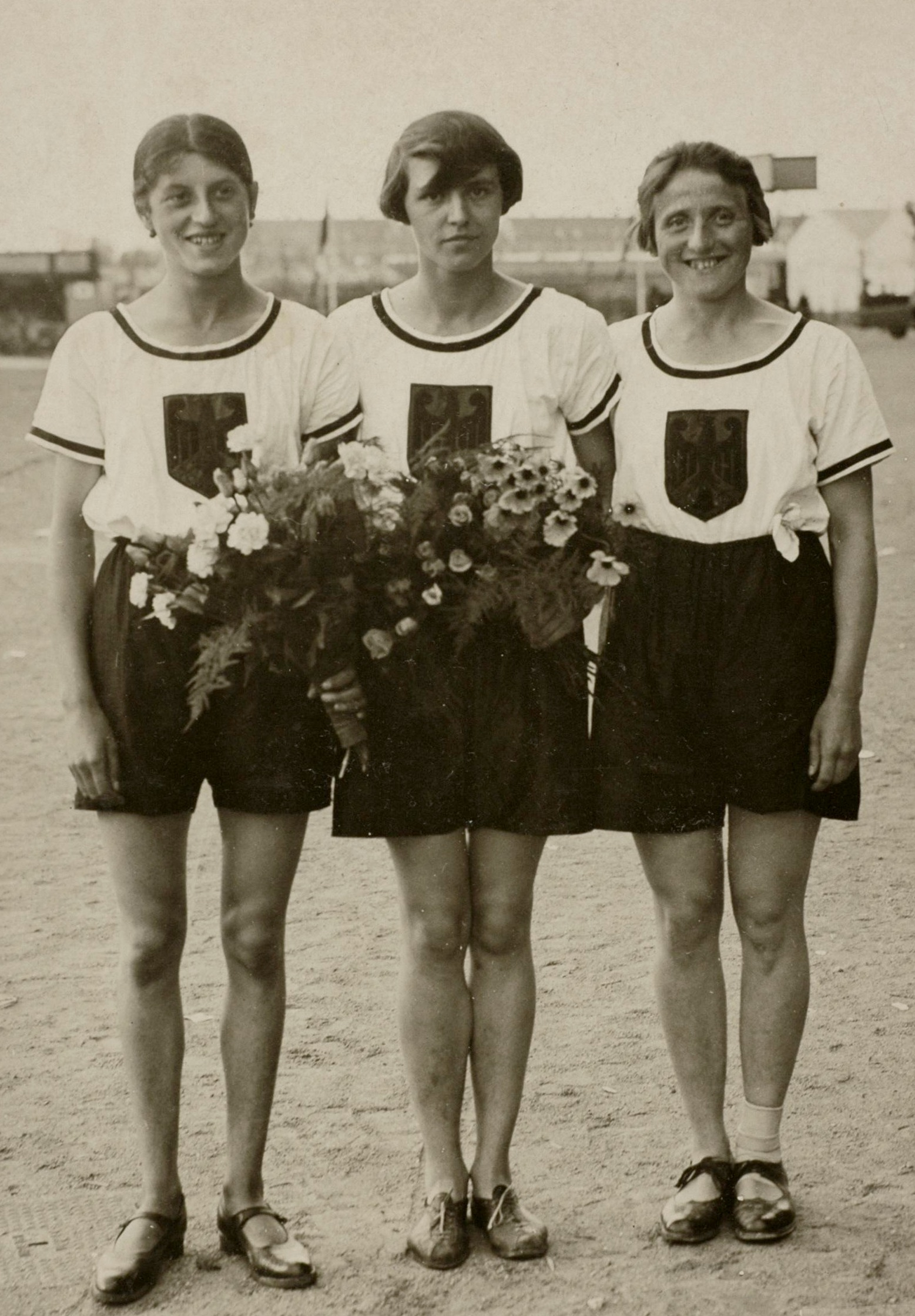
Deutsche Olympiateilnehmerinnen mit dem Reichsadlerwappen von Karl-Tobias Schwab, 1928 (in der Mitte: Lina Radke, Goldmedaille im 800-Meter-Lauf der Frauen)

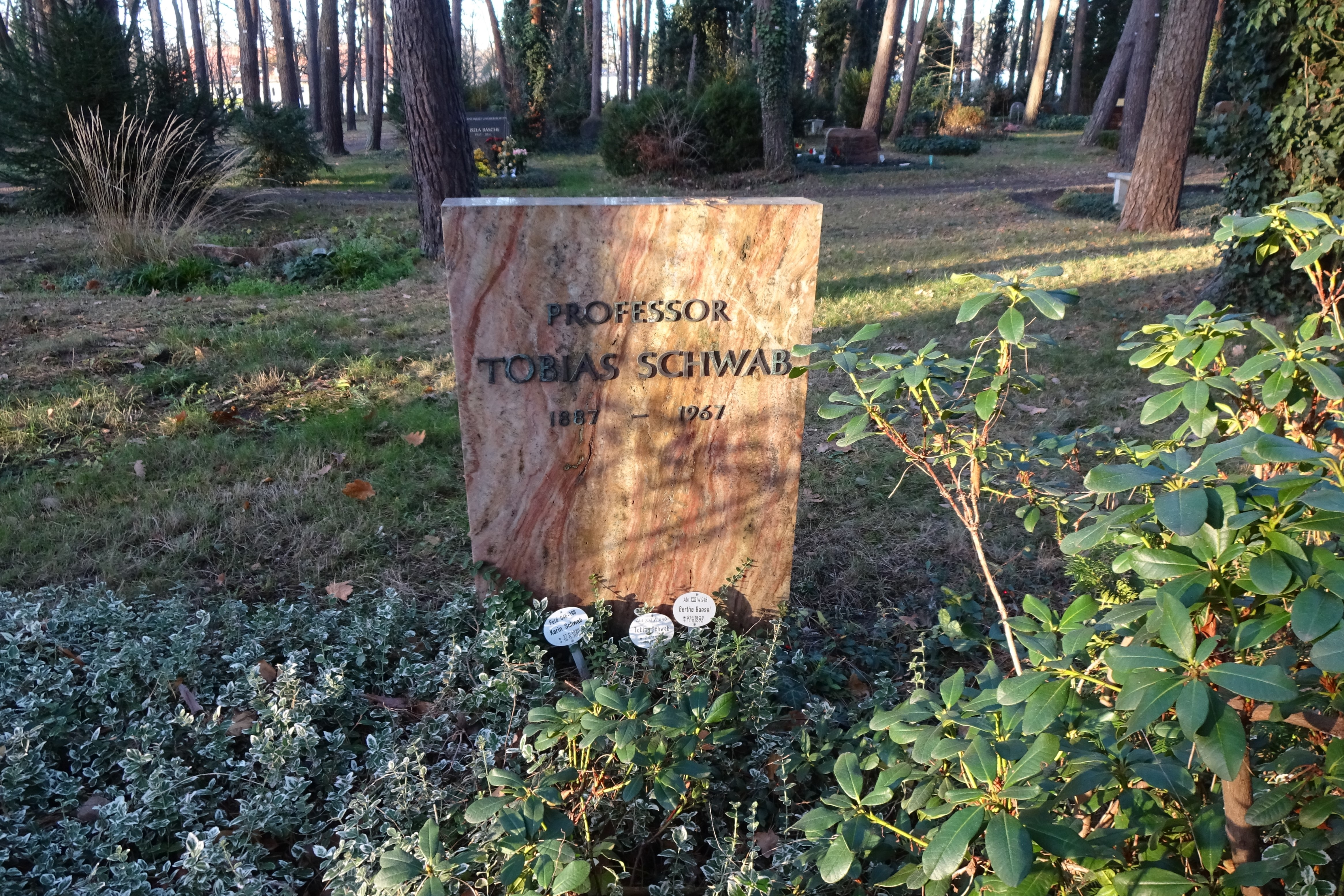
Tobias Schwabs Grabstein auf dem Waldfriedhof Zehlendorf

Karl-Tobias Schwab, auch Tobias Schwab (* 24. November 1887 in Stuttgart; † 10. September 1967 in Berlin), war ein deutscher Glasmaler, Grafiker, Schriftgestalter, Medailleur und Hochschullehrer. Er war 1926 der Schöpfer der ab 1928 gebräuchlichen Form des Staatswappens des Deutschen Reichs, die seit 1950 als Bundeswappen Deutschlands eingeführt ist.

## Leben
Karl-Tobias Schwab war Sohn eines Steindruckmeisters. Nach dem Besuch der Volksschule (1894–1902) und der Königlichen Zeichenakademie in Hanau (1902–1906) war er drei Jahre Zeichner und Maler in einer grafischen Kunstanstalt, ebenfalls in Hanau. Von 1909 bis 1912 studierte er danach an der Staatlichen Kunstgewerbeschule in München. In den Jahren 1912 bis 1913 war er als grafischer Zeichner in einer Kunstdruckerei in Mannheim beschäftigt. Vor dem Ausbruch des Ersten Weltkriegs, in dem er als Frontsoldat diente und 1917 eine Verwundung erlitt, ist sein Besuch an der Unterrichtsanstalt des Staatlichen Kunstgewerbe-Museums in Berlin als Schüler von Emil Rudolf Weiß vermerkt. Von 1918 bis 1921 wirkte er als Lehrer an der II. Städtischen Handwerkerschule in Berlin. Als Lehrer für Schrift und angewandte Grafik unterrichtete er anschließend von 1921 bis 1923 am staatlichen Gewerbelehrerseminar Berlin-Charlottenburg. Berufen durch Bruno Paul wirkte Schwab ab 1921 auch als Lehrer in der Werkstatt für Glasmalerei an der Unterrichtsanstalt des Staatlichen Kunstgewerbe-Museums Berlin, eine Tätigkeit, die er bis 1938 fortsetzte. Ab 1924 übernahm er auch eine Stelle als Lehrer für Schrift, Typografie und Schriftanwendung an den Vereinigten Staatsschulen für Freie und Angewandte Kunst, in denen die vorgenannte Unterrichtsanstalt aufging. Als Künstlerischer Lehrer „mit vollem Lehrauftrag“ und seit etwa 1938 den Titel eines Professors führend setzte er an dieser Einrichtung, die seit 1938 die Bezeichnung Staatliche Hochschule für Bildende Künste trug, seine Lehrtätigkeit fort. Zusätzlich vertrat er von 1943 bis 1945 als Lehrer für Schrift an der Staatlichen Hochschule für Kunsterziehung Berlin einen zum Kriegsdienst eingezogenen Lehrer. Das Ende des Zweiten Weltkriegs erlebte Schwab als Teilnehmer des Volkssturms. Nach dem Krieg unterrichtete er von 1945 bis zu seiner Emeritierung 1955 erneut an der Staatlichen Hochschule für Bildende Künste Berlin, jetzt als Lehrer für künstlerische Schrift und grafische Techniken in der Abteilung Kunstpädagogik. Karl-Tobias Schwab starb am 10. September 1967 in Berlin.

## Werke (Auszug)
- Für den Reichspräsidenten Friedrich Ebert gestaltete er einige der 1922 eingeführten Adlerschilde des Deutschen Reichs, zumeist nur die Schriftseiten der Medaillen.[3]
- 1926 entwarf er auf der Grundlage eines Entwurfs von Sigmund von Weech einen Reichsadler, der 1927 auf Amtsschildern der Reichswehr erschien[4] und 1928 als Erkennungszeichen der deutschen Mannschaft bei den Olympischen Sommerspielen in Amsterdam zum Einsatz kam.[5] Die Gestalt dieses Reichsadlerwappens ist durch die Neue Sachlichkeit beeinflusst. Sie fand Anklang beim Amt des Reichskunstwarts und wurde im gleichen Jahr für das Staatswappen des Deutschen Reichs eingeführt. Das Wappen ist heute als Bundeswappen Deutschlands bekannt. Es wurde Anfang 1950 durch den Bundespräsidenten Theodor Heuss als Staatswappen der Bundesrepublik Deutschland angenommen und als farbiges Muster am 4. Juli 1952 amtlich festgelegt (Bundesanzeiger Nr. 169 vom 2. September 1952).
- 1927: Entwurf der 50-Reichspfennig-Kursmünze der Weimarer Republik.[6]
- In den 1920er Jahren entwarf er für den Verlag J. H. W. Dietz Nachf. unter anderem das Titelbild für die Festschrift zu Ehren von Karl Kautskys 70. Geburtstag.
- Nach 1929 entwarf er die Schriftart Tobias-Schwab-Antiqua, für die er am 12. Oktober 1933 eine Schriftprobe hinterlegte.[7][8]